# Ítalo Ferreira
Italo Ferreira (Baía Formosa, 6 de mayo de 1994) es un surfista profesional brasileño que está en el ASP World Tour desde 2015. En 2021 se coronó como el primer campeón olímpico en la historia del surf, recibiendo la medalla de oro tras vencer al surfista Kanoa Igarashi en los Juegos Olímpicos de Tokio 2020.
En 2019 ya se había convertido en campeón de la WSL, el mayor campeonato mundial de surf. Ganó la gran final en Pipeline, Hawaii, contra el dos veces campeón Gabriel Medina, convirtiéndose en el tercer brasileño en ganar el campeonato mundial.
Italo nació en una familia humilde en la ciudad costera de Baía Formosa, en Rio Grande do Norte, y comenzó a surfear usando la tapa de la caja de poliestireno donde su padre, quien era pescador en ese momento, guardaba el pez como tabla de surf.

## Palmarés internacional

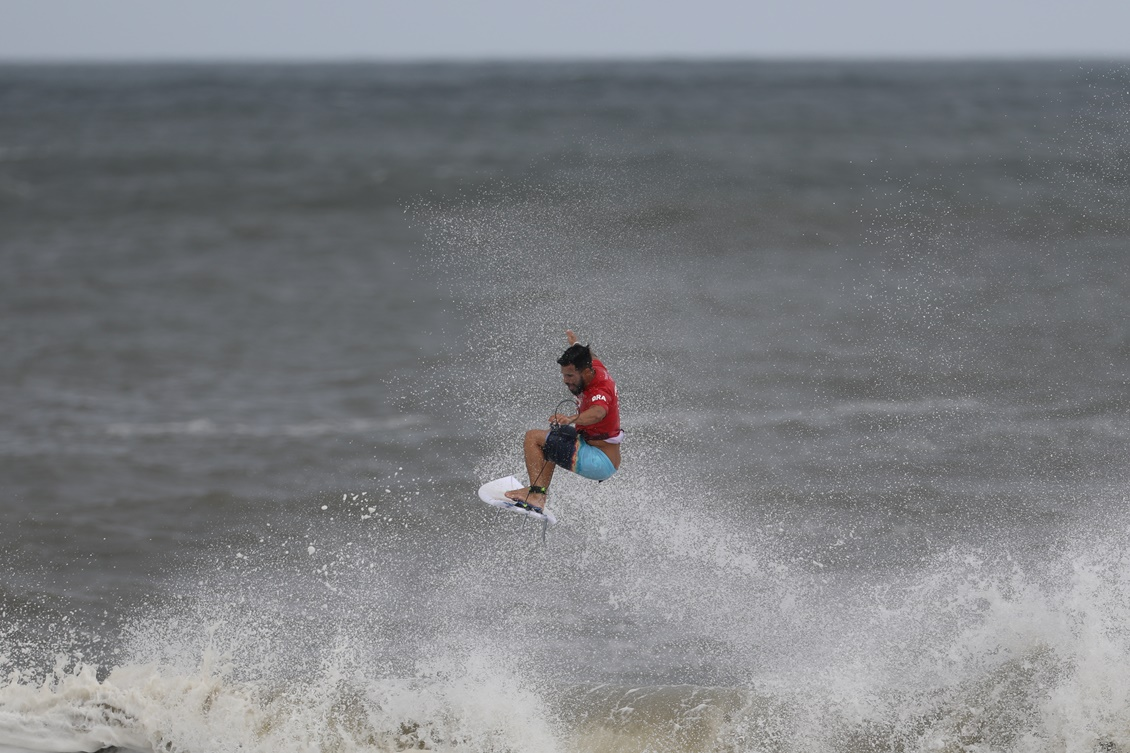
Juegos Olímpicos de Tokio 2020

| Juegos olímpicos | Juegos olímpicos | Juegos olímpicos | Juegos olímpicos |
| Año              | Lugar            | Medalla          | Prueba           |
| ---------------- | ---------------- | ---------------- | ---------------- |
| 2020             | Tokio            | Medalla de oro   | Individual       |